# Direktorenhaus

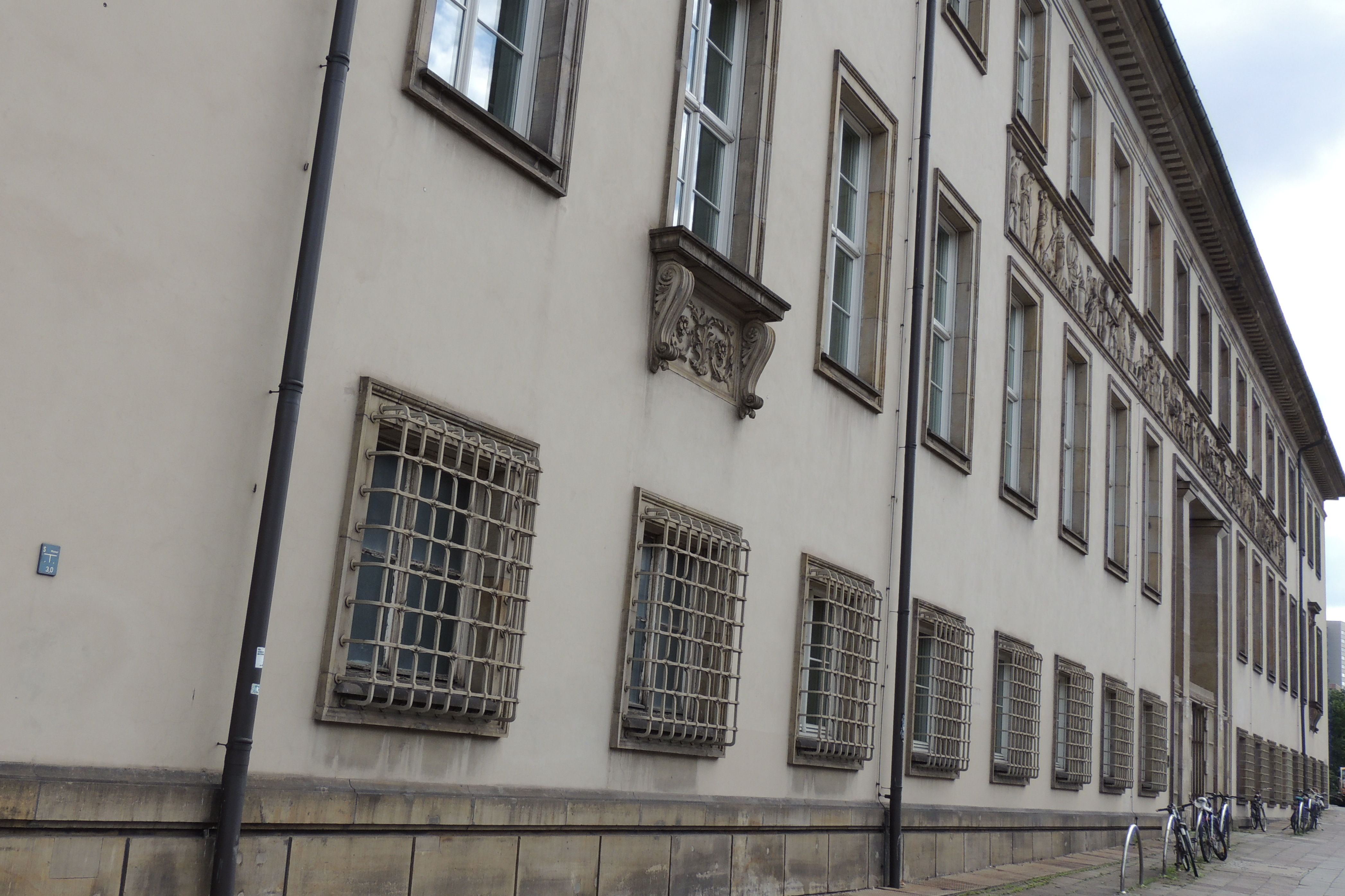
Hauptgebäude der Alten Münze, Mühlendamm 3

Das Direktorenhaus Berlin ist eine Galerie sowie ein Kunst- und Kulturzentrum im Berliner Ortsteil Mitte. Es wurde 2010 von Pascal Johanssen und Katja Kleiss in Berlin als Ausstellungsort für angewandte Kunst gegründet. Das Zentrum befindet sich auf dem Gelände und Gebäudekomplex der Alten Münze, der ehemaligen staatlichen Münzprägerei in der historischen Mitte Berlins. Nach 20-jährigem Leerstand wurde das marode Gebäude von den Betreibern des Direktorenhauses saniert und so vor dem Verfall bewahrt. Das Direktorenhaus ist auch Sitz des Musicboard Berlin, namhafte Künstler und Musiker wie die Berliner Rockband Bonaparte nutzen die Räume des Hauses als Ateliers und Proberäume.
Heute finden im Direktorenhaus regelmäßig Design-Ausstellungen und andere Veranstaltungen, wie z. B. das internationale Illustrative-Festival, statt. Vom Direktorenhaus Berlin wird des Weiteren auch die internationale „Handmade in Germany“-Ausstellungstour organisiert und veranstaltet sowie Objects Journal herausgebracht.